# William Young (giocatore di football americano)
William Young (Wichita, ...) è un giocatore di football americano statunitense che gioca come runningback per gli Helsinki Wolverines.

## Palmarès
- 1 Czech Bowl (2018)